# Токарёвщина
Токарёвщина — поселок в Клинцовском районе Брянской области, в составе Первомайского сельского поселения.

## География
Находится в западной части Брянской области на расстоянии приблизительно 3 км на юг-юго-восток по прямой от железнодорожного вокзала станции Клинцы у юго-восточной окраины села Займище.

## История
Основан в XX веке.

## Население
Численность населения: 105 человек (2002), 86 человек (2010), 88 человек (2013), 95 человек (на 01.01.2024).
Будет упразднен как фактически не существующий в связи с переселением всех жителей на постоянное место жительства в другие населённые пункты